# Německé volby do spolkového sněmu 2013
Německé federální volby 2013 konané dne 22. září 2013 vyhrály strany CDU a CSU, které po celou dobu existence poválečného německého státu tvoří v Německém spolkovém sněmu (Bundestag) společný klub (frakci). Nadpoloviční většinu ve Spolkovém sněmu však tyto dvě „sesterské“ strany nezískaly. Jejich poslední koaliční partner Freie Demokratische Partei (FDP) se do Spolkového sněmu znovu nedostal, neboť se ziskem pouhých 4,8 % platných tzv. druhých hlasů těsně ztroskotal na limitu 5 % v celoněmeckém měřítku. Nová politická strana Alternativa pro Německo naopak s překvapivým ziskem 4,7 % druhých hlasů na tento limit při svých prvních spolkových parlamentních volbách jen téměř stejně těsně nedosáhla.

## Volební výsledky
Volby vyhrála koalice CDU a CSU se ziskem 41,5 % hlasů a 311 mandátů. S odstupem na druhém místě skončila SPD se ziskem 25,7 % a 193 mandátů, na třetím místě Die Linke, která získala 8,6 % hlasů a 64 mandátů a na čtvrtém místě skončili Zelení (Die Grünen) se ziskem 8,4 % hlasů a 63 mandátů. Do Bundestagu se překvapivě nedostala FDP se ziskem pouhých 4,8 % hlasů.
|                        | CDU/CSU          | SPD             | Die Linke   | B’90/Grüne     |
| ---------------------- | ---------------- | --------------- | ----------- | -------------- |
| Volební lídr           | Angela Merkelová | Peer Steinbrück | Gregor Gysi | Jürgen Trittin |
| Počet hlasů            | 18 165 446       | 11 252 215      | 3 755 699   | 3 694 057      |
| Podíl                  | 41,5 % ▲         | 25,7 % ▲        | 8,6 % ▼     | 8,4 % ▼        |
| Počet mandátů          | 311              | 193             | 64          | 63             |
| Předchozí volby (2009) | 33,8 % (239)     | 23 % (146)      | 11,9 % (76) | 10,7 % (68)    |

### Podrobné výsledky
|  | Křesťanskodemokratická unie         | 16 225 794 | 37,2 | ▲ 5,2 | 190 | ▲ 17 | 14 913 921 | 34,1 | ▲ 6,9 | 65  | ▲ 44 | 255 | ▲ 61 |  |  |
|  | Sociálnědemokratická strana Německa | 12 835 933 | 29,4 | ▲ 1,5 | 59  | ▼ 5  | 11 247 283 | 25,7 | ▲ 2,7 | 133 | ▲ 51 | 192 | ▲ 46 |  |  |
|  | Levice                              | 3 583 050  | 8,2  | ▼ 2,9 | 4   | ▼ 12 | 3 752 577  | 8,6  | ▼ 3,3 | 60  | 0    | 64  | ▼ 12 |  |  |
|  | Spojenectví 90/Zelení               | 3 177 269  | 7,3  | ▼ 1,9 | 1   | 0    | 3 690 314  | 8,4  | ▼ 2,3 | 62  | ▼ 5  | 63  | ▼ 5  |  |  |
|  | Křesťansko-sociální unie Bavorska   | 3 543 733  | 8,1  | ▲ 0,7 | 45  | 0    | 3 243 335  | 7,4  | ▲ 0,9 | 11  | ▲ 11 | 56  | ▲ 11 |  |  |
|  |                                     |            |      |       |     |      |            |      |       |     |      |     |      |  |  |
|  | Svobodná demokratická strana        | 1 028 645  | 4,8  | ▼ 7,1 | 0   | 0    | 2 082 305  | 4,8  | ▼ 9,8 | 0   | ▼ 93 | 0   | ▼ 93 |  |  |
|  | Alternativa pro Německo             | 810 915    | 4,7  | ▲1,9  | 0   | 0    | 2 052 372  | 4,7  | ▲ 4,7 | 0   | 0    | 0   | 0    |  |  |
|  | Pirátská strana Německa             | 962 946    | 2,2  | ▲ 2,1 | 0   | 0    | 958 507    | 2,2  | ▲ 0,2 | 0   | 0    | 0   | 0    |  |  |
|  | Ostatní                             |            |      |       |     |      |            |      |       |     |      |     |      |  |  |
|  | Dohromady                           | 43 601 224 | 98,4 | ▲ 0,2 | 299 | 0    | 43 702 474 | 98,7 | ▲ 0,1 | 331 | ▲ 8  | 630 | ▲ 8  |  |  |
|  | Účast                               | 70,8%      |      |       |     |      |            |      |       |     |      |     |      |  |  |

## Galerie

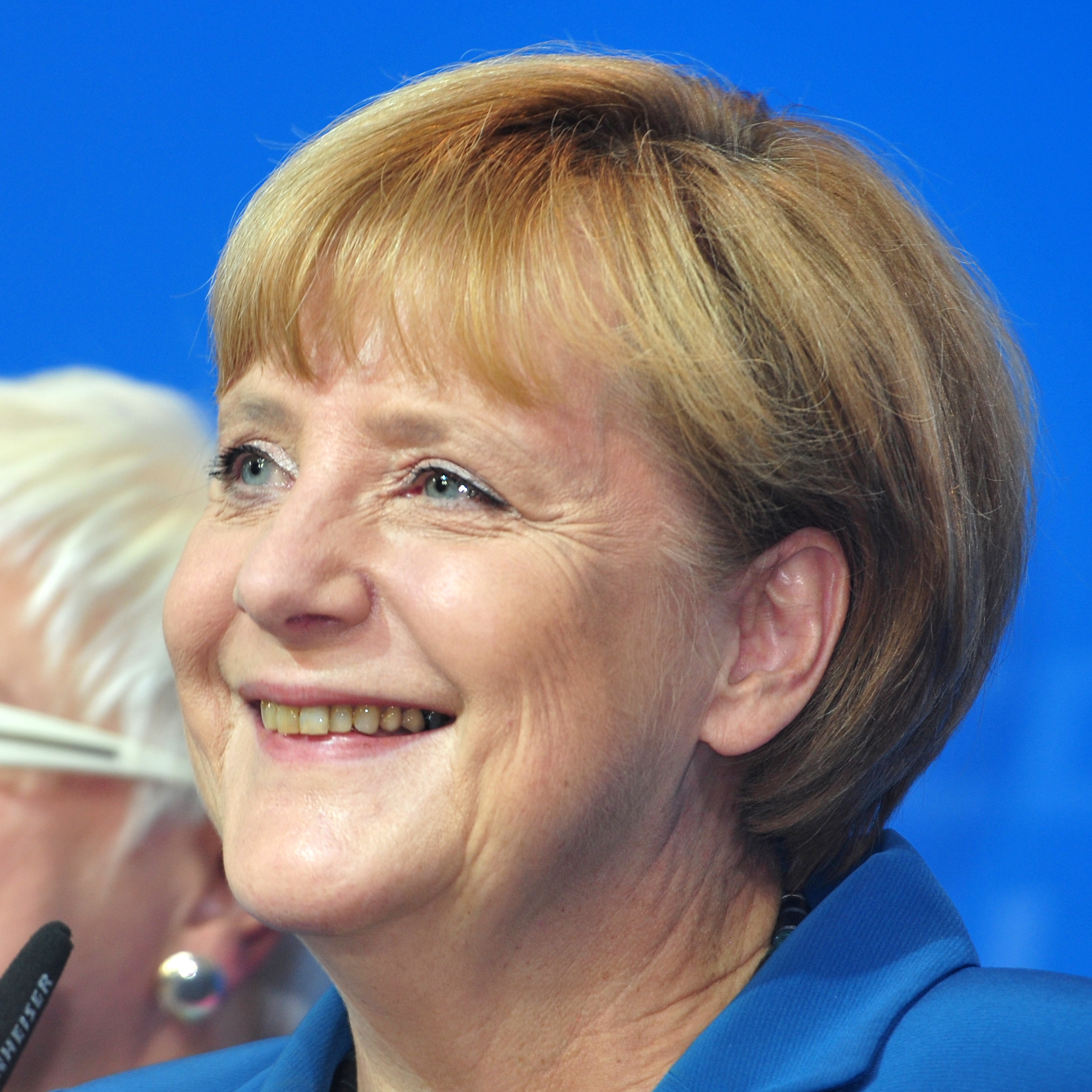
Angela Merkelová při vyhlášení výsledků voleb
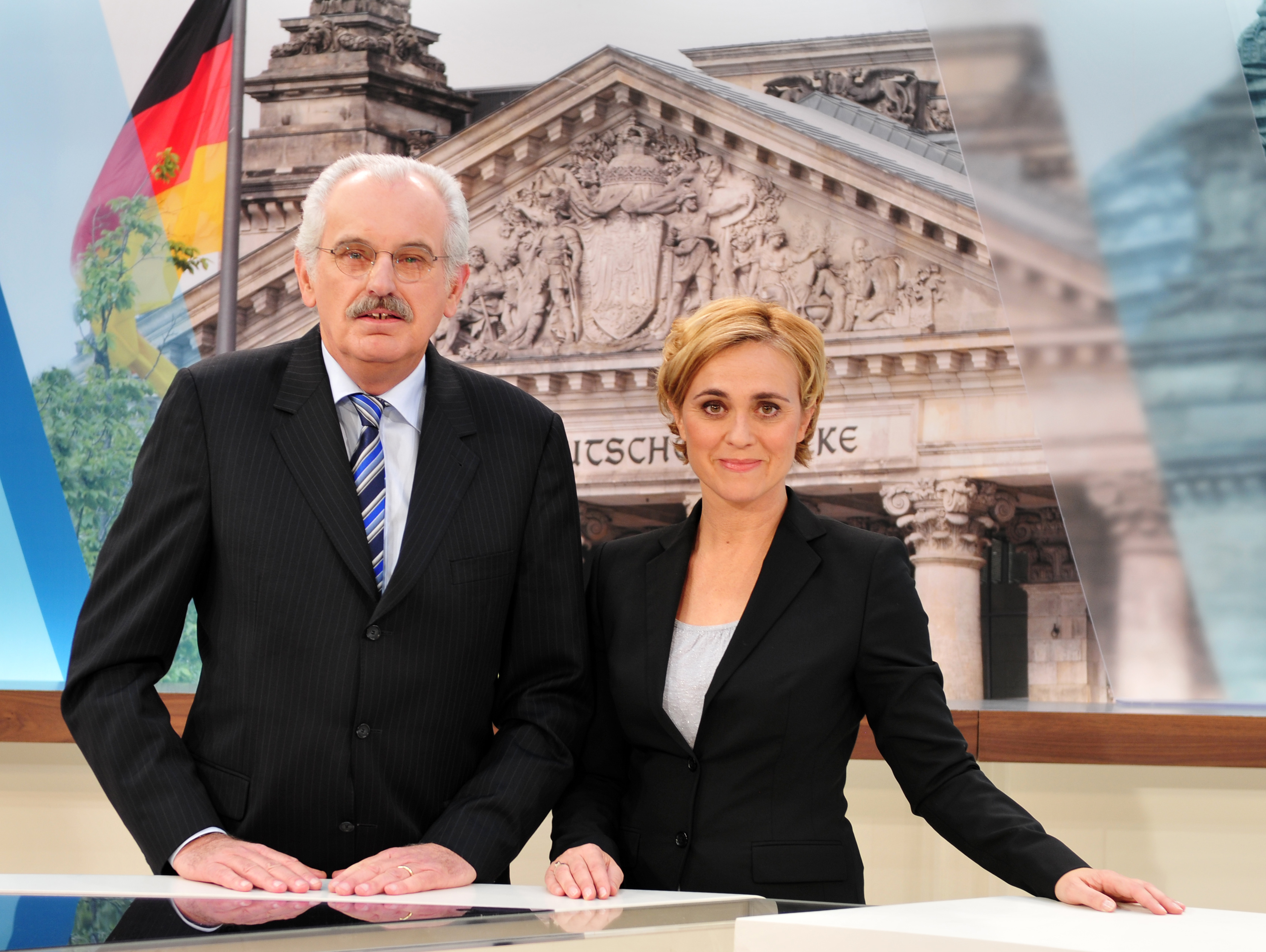
Moderátoři Ulrich Deppendorf a Caren Miosga ve volebním studiu německého televizního okruhu ARD